# Manfredo Incisa del Vasto
Manfredo del Vasto (... – Savona, 1079) è stato un nobile franco appartenente alla dinastia degli Aleramici, marchesi di Savona e della Liguria occidentale. Era fratello di Bonifacio del Vasto e padre di Enrico del Vasto ed Adelasia del Vasto, gran contessa di Sicilia e regina di Gerusalemme..

## Origine
Manfredo (o Manfredi), appartenente al ramo soprannominato del Vasto della dinastia franca degli Aleramici, era figlio (il maggiore tra i maschi) del marchese Ottone III detto "Teuto" di Savona e di Berta di Torino (figlia a sua volta del marchese Olderico Manfredi II e di Berta di Milano).

## Co-marchese di Savona
Aveva succeduto al padre nel marchesato di Savona prima dal 1064, quando viene nominato insieme alla madre Berta ed i fratelli come figli del già defunto marchese Ottone ("Berta comitissa filia quondam Maginfredi et item Maginfredus et Anselmus, Bonifacius, Oto clericus germani et filii quondam Toto itemque marchionis, mater et filii") nella donazione effettuata a favore del monastero di San Siro di Genova. L'ordine in cui vengono nominati suggerisce anche il ordine di nascita, nel quale appare come il maggiore seguito da Bonifacio, Anselmo, Enrico ed Ottone (chierico).
Nel 1065 viene anche nominato insieme alla madre ed i fratelli in un'altra donazione a favore della cattedrale di Asti ("Berta comitissa et Manfredus, Bonifacius et Anselmus marchiones et Henricus et Oto germani, mater et filii"). La menzione dei tre fratelli maggiori come "marchiones" suggerisce la gestione consortile della marca di Savona, secondo l'uso attestato nella dinastia degli Aleramici dovuto alla legge salica dei franchi.

## Morte
Manfredò morì di forma violenta nel 1079 a Savona, insieme al fratello Anselmo, durante una rivolta popolare. Il fratello Bonifacio divenne capo della consorteria del Vasto e tutore dei figli di Manfredo, che, nel giro di pochi anni, lasciarono le terre natali per spostarsi in Sicilia nel nascente regno dei Normanni, dove acquisirono feudi e possedimenti imparentandosi con gli Altavilla.

## Discendenza
Fino ad oggi non è conosciuto il nome della moglie, solo quelle di due dei quattro figli:
- Enrico del Vasto, conte di Policastro, Butera e Paternò (capostipite degli Aleramici di Sicilia). Sposò Flandina d'Altavilla, figlia del gran conte Ruggero I di Sicilia e la prima moglie Giuditta d'Evreux. Furono i genitori di Matilde e Simone del Vasto.
- Adelasia del Vasto (anche nota come Adelaide). Sposò in prime nozze (di lui le terze) il gran conte Ruggero I di Sicilia. Ebbero al gran conte Simone di Sicilia; a Matilde, contessa di Alife; a Ruggero II, primo re di Sicilia; ed a Maximilla, contessa Aldobrandeschi. Fu regente di Sicilia alla morte del marito durante la minoranza dei figli Simone e Ruggero. Sposò in secondo nozze (di lui le terze) il re Baldovino I di Gerusalemme, senza discendenza di questo matrimonio.
- N. del Vasto, sposò il conte Goffredo I di Ragusa, figlio del gran conte Ruggero I di Sicilia e la seconda moglie Eremburga di Mortain.[2] Viene citata da Goffredo Malaterra come una delle due sorelle di Adelaida ("duosque sorores [Adelaydis]") che andarono in spose dei figli del gran conte Ruggero ("duobus filiis suis [Rogerii comitis Siciliæ] Gaufredo et Jordano").[2]
- N. del Vasto, moglie di Giordano d'Altavilla, figlio del gran conte Ruggero I e la prima moglie Giuditta d'Evreux,[2] fu l'erede designato della gran contea ma morì prima dal padre senza lasciare discendenza.

## Ascendenza
|                                |                     |                      | Genitori                  |  |  | Nonni |  |  | Bisnonni             |  |  | Trisnonni           |  |
|                                |                     |                      |                           |  |  |       |  |  | Anselmo II di Savona |  |  | Anselmo I di Savona |  |
|                                |                     |                      |                           |  |  |       |  |  | Anselmo II di Savona |  |  | Anselmo I di Savona |  |
|                                |                     | Gisla di Milano      |                           |  |  |       |  |  | Anselmo II di Savona |  |  |                     |  |
| Anselmo III di Savona          |                     |                      |                           |  |  |       |  |  | Anselmo II di Savona |  |  |                     |  |
|                                |                     | Adila d'Este         | Alberto Azzo I            |  |  |       |  |  |                      |  |  |                     |  |
|                                |                     | Adila d'Este         | Alberto Azzo I            |  |  |       |  |  |                      |  |  |                     |  |
|                                |                     | Adila d'Este         | …                         |  |  |       |  |  |                      |  |  |                     |  |
| Ottone III "Teutone" del Vasto |                     | Adila d'Este         |                           |  |  |       |  |  |                      |  |  |                     |  |
|                                |                     | …                    | …                         |  |  |       |  |  |                      |  |  |                     |  |
|                                |                     | …                    | …                         |  |  |       |  |  |                      |  |  |                     |  |
|                                |                     | …                    | …                         |  |  |       |  |  |                      |  |  |                     |  |
| …                              |                     | …                    |                           |  |  |       |  |  |                      |  |  |                     |  |
|                                |                     | …                    | …                         |  |  |       |  |  |                      |  |  |                     |  |
|                                |                     | …                    | …                         |  |  |       |  |  |                      |  |  |                     |  |
|                                |                     | …                    | …                         |  |  |       |  |  |                      |  |  |                     |  |
| Manfredo del Vasto             |                     | …                    |                           |  |  |       |  |  |                      |  |  |                     |  |
|                                | Olderico Manfredi I | Arduino il Glabro    |                           |  |  |       |  |  |                      |  |  |                     |  |
|                                | Olderico Manfredi I | Arduino il Glabro    |                           |  |  |       |  |  |                      |  |  |                     |  |
|                                | Olderico Manfredi I | Immula               |                           |  |  |       |  |  |                      |  |  |                     |  |
| Olderico Manfredi II           | Olderico Manfredi I |                      |                           |  |  |       |  |  |                      |  |  |                     |  |
|                                |                     | Prangarda di Canossa | Adalberto Atto di Canossa |  |  |       |  |  |                      |  |  |                     |  |
|                                |                     | Prangarda di Canossa | Adalberto Atto di Canossa |  |  |       |  |  |                      |  |  |                     |  |
|                                |                     | Prangarda di Canossa | Ildegarda dei Supponidi   |  |  |       |  |  |                      |  |  |                     |  |
| Berta di Torino                |                     | Prangarda di Canossa |                           |  |  |       |  |  |                      |  |  |                     |  |
|                                |                     | …                    | …                         |  |  |       |  |  |                      |  |  |                     |  |
|                                |                     | …                    | …                         |  |  |       |  |  |                      |  |  |                     |  |
|                                |                     | …                    | …                         |  |  |       |  |  |                      |  |  |                     |  |
| Berta di Milano                |                     | …                    |                           |  |  |       |  |  |                      |  |  |                     |  |
|                                |                     | …                    | …                         |  |  |       |  |  |                      |  |  |                     |  |
|                                |                     | …                    | …                         |  |  |       |  |  |                      |  |  |                     |  |
|                                |                     | …                    | …                         |  |  |       |  |  |                      |  |  |                     |  |
|                                |                     | …                    |                           |  |  |       |  |  |                      |  |  |                     |  |